# Anulidentaliidae
Anulidentaliidae là một họ động vật thân mềm thuộc bộ Dentaliida.
Các chi:
- Anulidentalium Chistikov, 1975
- Epirhabdoides Steiner, 1999